# 阿韋西亞鎮
阿韦西亚镇（西班牙語：Villa Abecia），是玻利維亞的市鎮，位於該國南部丘基薩卡省南辛蒂县，并为该县的县府所在地，處於塔里哈西北面137公里，海拔高度2,311米，2001年人口733。